# Jaguaruana
Jaguaruana es un municipio brasilero del estado de Ceará. Su población estimada en 2004 era de 31.694 habitantes.

## Historia
Fue creada el 4 de septiembre de 1865 e instalada el 4 de marzo de 1866.
Primitivamente se llamaba Caatinga del Góis y posteriormente Unión. Sus orígenes remontan a las primeras décadas de la segunda mitad del siglo XVIII, cuando en 1771, Doña Feliciana Soares de la Costa, viuda de Simão de Góis, donó tierras para construir la primera capilla. Con esa donación, además de la capilla, donde posteriormente se formaría el Municipio de Jaguaruana.

## Geografía
Área(% en relación con el Estado): 0,66.
Distritos: Giqui, Borges y São José.
Accidente Geográficos: Río Jaguaribe, Campo Grande y Palhano, Arroyo Araibu, Sierras del Apodi y Dantas, Lagunas de los Bestas y Vermelha.
Recursos Hídricos: Promedio de lluvias anual de 780 mm.

## Clima
El clima del municipio es muy atípico para una región sertaneja, pues está cerca del Océano Atlántico, y por lo tanto bien lejos de los efectos continentales de altitud, es común la caída de granizo en pleno Sertón en épocas cíclicas (períodos con intervalos de aproximadamente una década o dos, cuando los efectos de La Niña predominan).

## Educación
Red Estatal Pré-Escolar 1° y 2° Grado: 7
Red Municipal Pré-Escolar 1° y 2° Grado: 5
N° de alumnos matriculados:
Red Estatal Pré-Escolar: 245
1° Grado: 1.690
2° Grado: 253
Red Municipal Pré-Escolar: 106
1° Grado: 980
2° Grado: 162.

## Salud
Existen puesto de Salud en São José, Figueiredo. Hospital y Maternidad Nuestra Señora de la Expectación. Centro de Salud Dec. Jaguaruana, de Gigui.